# روبرتو مرعي
روبرتو مرعي (بالإسبانية: Roberto Merhi)‏ مواليد 22 مارس 1991 في إسبانيا، هو سائق فورملا 1 إسباني من أصل لبناني. كان أول سباق له هو جائزة أستراليا الكبرى 2015.

## سباقات شارك فيها
- بطولة فورمولا 3 البريطانية

## روابط خارجية
- روبرتو مرعي على موقع DriverDB.com (الإنجليزية)
- روبرتو مرعي على موقع AS.com (الإسبانية)